# Notiocheilosia nitescens
Notiocheilosia nitescens är en tvåvingeart som först beskrevs av Shannon och Aubertin 1933.  Notiocheilosia nitescens ingår i släktet Notiocheilosia och familjen blomflugor. Inga underarter finns listade i Catalogue of Life.